# Antonio de Puga
Antonio de Puga (Ourense, 1602 – Madrid, 1648) è stato un pittore spagnolo.

## Biografia

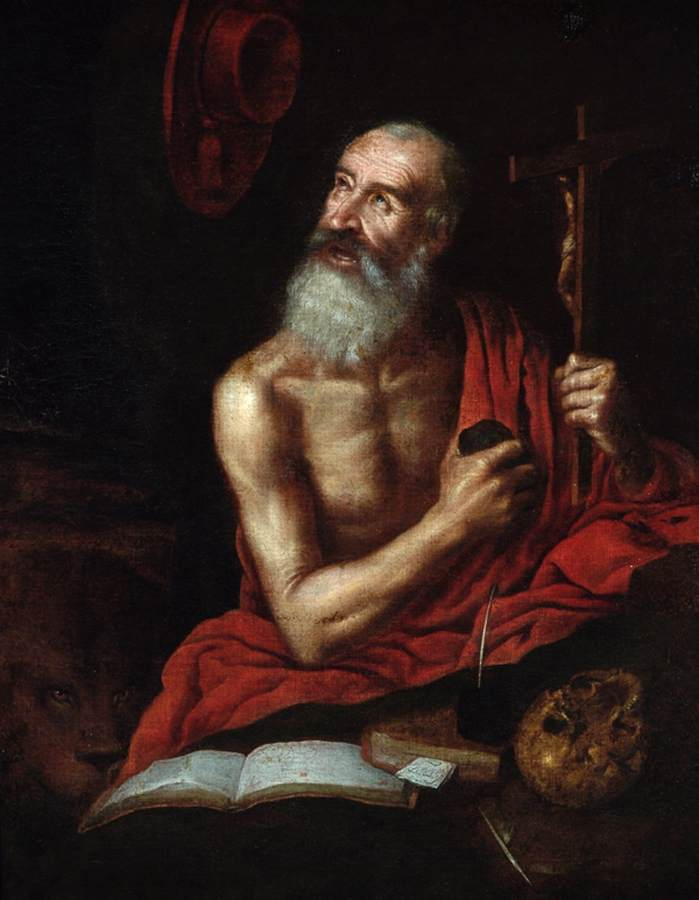
San Girolamo, Bowes Museum, Durham.

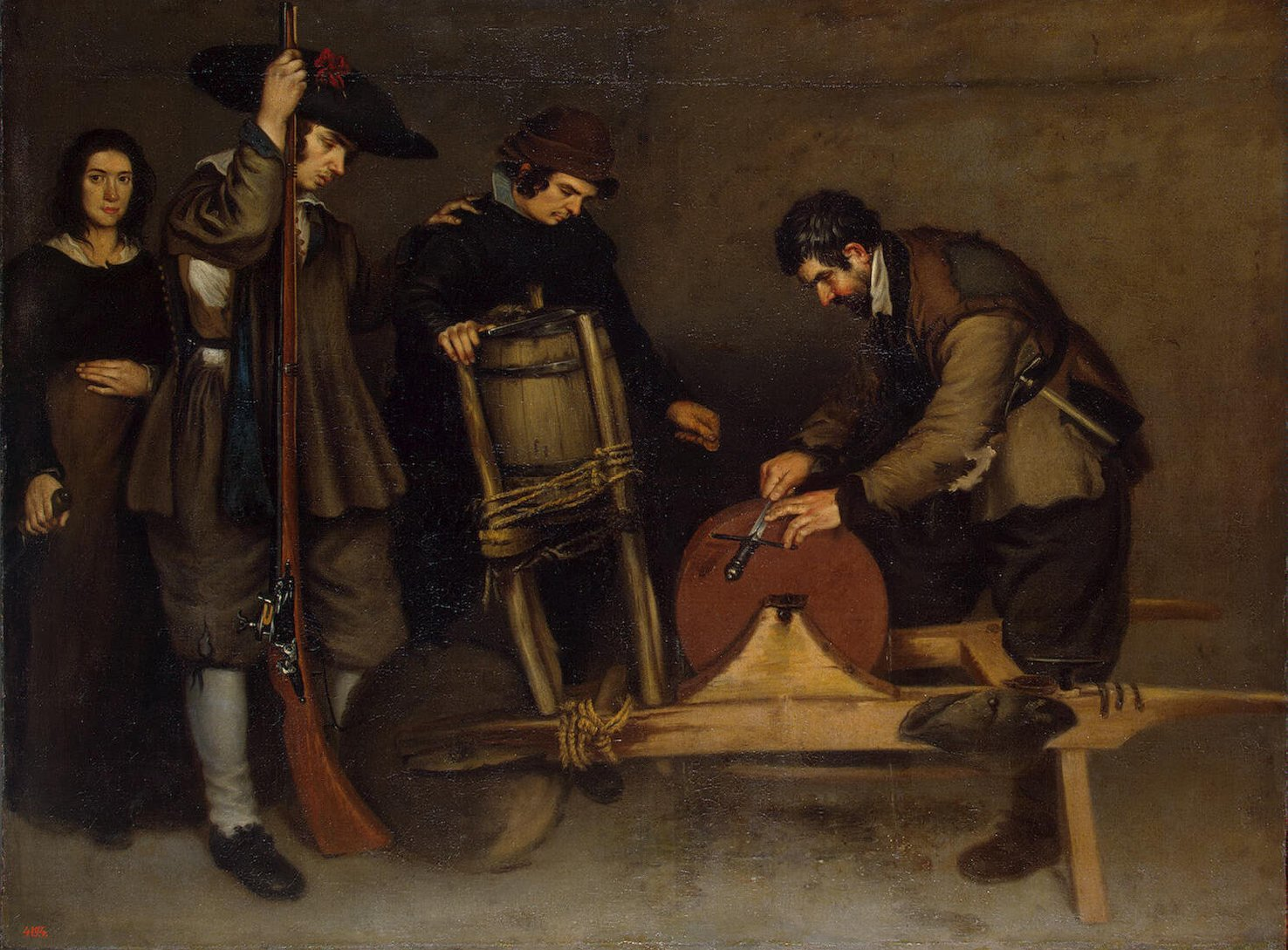
Arrotino, Ermitage, San Pietroburgo.

Di origine galiziana, si trasferì a Madrid, dove rimase tutta la vita; dai pochi dati a lui riferiti sembra che fosse un artista colto, lettore di mistici e cultore di stampe; la sua attività è tuttora poco conosciuta. Allievo di Eugenio Caxés, studiò l'opera di Diego Velázquez, ed è noto che dipinse paesaggi e nature morte secondo lo stile del secondo.
L'unica opera firmata è il San Girolamo (1636) conservato nel Bowes Museum, Durham, mentre gli vengono attribuite, ma senza prove definitive, scene raffiguranti professioni umili come l'Arrotino, ora all'Ermitage di San Pietroburgo, o la Minestra dei poveri, ora al Museo di Ponce di Portorico, di grande forza realistica e di qualità superiore all'unica opera firmata.
Al pittore fu attribuita anche una notevole tela raffigurante una Maddalena penitente, che successivamente ha assunto la denominazione di Maddalena Briganti, dal nome del suo primo possessore noto. In seguito tale assegnazione è stata messa in dubbio.